# Walewska Oliveira
Walewska Oliveira (Belo Horizonte, 1 de octubre de 1979-São Paulo, 21 de septiembre de 2023) fue una voleibolista brasileña que jugó en la posición de central. Como parte de la Selección femenina de voleibol de Brasil logró la medalla de bronce en los Juegos Olímpicos de Sídney 2000 y la de oro en Pekín 2008.

## Biografía
Comenzó la práctica del voleibol a los 12 años en la ciudad de Minas. Tras algunos años en el voleibol brasileño, entre 2004 y 2007 se desempeñó en el Perugia de Italia, para luego pasar al Murcia español en la temporada 2007/08 y el Odsintovo ruso por tres temporadas. En 2011 retornó a Brasil para jugar en el Vôlei Futuro en reemplazo de Fabiana, en ese momento capitana de la selección brasilera. Allí fue compañera de Paula Pequeño, también oro olímpico en Pekín 2008.
En la temporada 2014/15 vistió los colores del Minas Tênis Clube. Allí culminó en el 21.º lugar en el ranking de anotadoras y en el 12.º por cantidad de bloqueos. En la temporada siguiente, a los 35 años, fichó por el Praia Clube, también de Minas Gerais y rival histórico del MTC. En la temporada 2017/18 conquistó la Superliga brasilera con el Praia, en lo que fue el primer título nacional para el club. Tras un paso por el Osasco en la temporada 2018/19, retornó al Praia Clube a mediados de 2019. En 2020 sufrió su primer lesión, una artroscopía de rodilla, por lo que tuvo que ser operada, perdiendo la titularidad en el equipo mineiro a manos de la dominicana Jineiry Martínez. Sin embargo, tras una lesión de la propia Martínez, Walewska recuperaría su puesto para las finales de la Superliga contra el Minas, que terminaron con una derrota del Praia. En 2021/2022 consiguió tres títulos con el Praia: el campeonato mineiro, la Supercopa brasilera y el Campeonato Sudamericano de Clubes 2021. El Campeonato Sudamericano de Clubes de 2022 marcó su retiro profesional del voleibol a los 41 años. Su último partido disputado fue contra el Regatas Lima en fase de grupos, ya que tanto contra el Sesi-Bauru en las semifinales como en la final contra el Minas ocupó el banco de suplentes. Tras su retiro, el Praia Clube homenajeó a la jugadora retirando la camiseta n.º 1 que solía utilizar.

### Selección nacional
Jugó para Brasil de 1998 a 2013, participó en tres ediciones del Campeonato Mundial de Voleibol Femenino donde logró el subcampeonato en 2006, también estuvo en tres ediciones de los Juegos Olímpicos donde logró la medalla de oro en 2008 y la medalla de bronce en 2000, ganó tres veces el Grand Prix de Voleibol con un subcampeonato, la Grand Champions Cup de voleibol femenino en 2013, una medalla de oro y una de plata en los Juegos Panamericanos y la Copa Final Four 2008.

## Muerte
Oliveira murió el 21 de septiembre de 2023 a los 43 años. Su cuerpo fue encontrado en un edificio de Bela Vista, un barrio exclusivo de São Paulo. De acuerdo a los primeros informes, habría caído de un piso 17, aunque la policía todavía investiga las causas del deceso. Días antes había visitado la academia de fútbol del club Palmeiras, donde se entrevistó con el entrenador Abel Ferreira como parte de la presentación de su tercer libro, "Otras redes".
Tras conocerse la noticia de su muerte, se realizó un homenaje en el partido del Torneo de Clasificación Olímpica en donde Brasil enfrentó a Turquía. Ze Roberto, el técnico de la selección brasilera de voleibol femenino, manifestó «perdí una hija (...) ella era excepcional. Todo técnico querría tener una atleta como ella. Madura, tranquila pero con una voluntad increíble de hacer y realizar cosas». El Praia Clube se refirió a ella como «nuestra eterna capitana» al despedirla a través de las redes sociales.

## Trayectoria

### Selección de voleibol
| Club                     | Periodo   |
| ------------------------ | --------- |
| MRV-Sugar/Minas          | 1997–1998 |
| Rexona                   | 1998–2003 |
| Açucar União/São Caetano | 2003–2004 |
| Sirio Perugia            | 2004–2007 |
| Grupo 2002 Murcia        | 2007–2008 |
| VC Zarechie Odintsovo    | 2008–2011 |
| Vôlei Futuro             | 2011–2012 |
| Vôlei Amil               | 2012–2014 |
| Minas Tênis Clube        | 2014–2015 |
| Praia Clube              | 2015–2018 |
| Osasco Audax             | 2018–2019 |
| Praia Clube              | 2019–2022 |

### Palmarés

#### Clubes
- Superliga Brasileña: 1999/2000, 2017/18
- Serie A1: 2006/07
- CEV Champions League: 2005/06
- Russian Super League: 2008/09
- Campeonato Sudamericano de Clubes de Voleibol Femenino: 2021

#### Individual
- Mejor servicio del Campeonato Sudamericano de Voleibol Femenino 2007
- Mejor bloqueadora del Grand Prix de Voleibol de 2008[14]
- Mejor rematadora de la Superliga Brasileña 2015–16
- Mejor bloqueadora del Campeonato Sudamericano de Clubes de Voleibol Femenino 2017[15]